# 1678 Hveen
1678 Hveen este un asteroid din centura principală, descoperit pe 28 decembrie 1940, de Yrjö Väisälä.